# Puerto Iguazú
Puerto Iguazú je město v provincii Misiones na úplném severovýchodě Argentiny na společných hranicích s Paraguayem a Brazílií. Při sčítání lidu v roce 2010 mělo město 41 062 obyvatel. Město bylo založeno v roce 1901. Nachází se sedmnáct kilometrů od vodopádů Iguaçu, což vytváří z Puerto Iguazú významné turistické centrum oblasti. Právě turismus je nejdůležitější ekonomickou složkou města.